# Ningbingia bulla
Ningbingia bulla è un mollusco gasteropode pulmonata terrestre dell’ordine degli Stylommatophora e della  famiglia dei Camaenidae.  Questa specie di lumaca di terra, grande 20,6 mm, è endemica dell'Australia occidentale e centrale.